# کارولینا یوسته
کارولینا یوسته (اسپانیایی: Carolina Yuste‎؛ زادهٔ ۱۹۹۱ میلادی) بازیگر اهل اسپانیا است.
از فیلم‌ها یا مجموعه‌های تلویزیونی که وی در آن‌ها نقش داشته‌است، می‌توان به خانواده بی‌نقص، مأمور مخفی، گل‌های وحشی، کارمن و لولا، آنکه برایت خواهد خواند و تا بلندای آسمان اشاره نمود.